# Erineos
Erineos  este un oraș în Grecia în Prefectura Ahaia.